# Platyptilia tesseradactyla
Platyptilia tesseradactyla ist ein Schmetterling (Nachtfalter) aus der Familie der Federmotten (Pterophoridae).

## Merkmale
Die Falter besitzen bräunlich graue Flügel und erreichen eine Flügelspannweite von 17 bis 20 Millimetern. Auf der Oberseite des Costaldreiecks befindet sich eine kleine schwarze Linie, die den äußeren Bereich des Dreiecks begrenzt. Bei den männlichen Genitalien sind die Valven deutlich zugespitzt. Die Arme des Anellus haben eine ziemlich gedrungene Form, sie sind kurz und nicht gespalten. Bei den Weibchen sind die sklerotisierten Segmente des Antrums anderthalb mal so lang wie breit. Die Gewebeflecke der Lamina postvaginalis sind groß und etwa so lang wie das Antrum.

## Verbreitung
Die Falter sind in Nord- und Mitteleuropa verbreitet, im Osten reicht das Verbreitungsgebiet bis nach Russland. In Norwegen findet man sie bis 70° nördliche Breite. In der Nearktis ist die Art in den Vereinigten Staaten von Amerika und Kanada beheimatet.

## Lebensweise
Die Falter bevorzugen bergige Gegenden mit Kiefernwäldern und sandigen Böden. Die Raupen fressen an Sand-Strohblume (Helichrysum arenarium) und Gewöhnlichem Katzenpfötchen (Antennaria dioica). Zunächst fressen sie im weichen Mark des Stängels und überwintern hier. Im Frühjahr des folgenden Jahres spinnen sie die jungen Triebe zusammen und fressen an den oberen Pflanzenteilen, wobei an der Pflanze ein Krüppelwuchs verursacht wird. Exkremente werden auf einem äußeren Blatt abgelegt. Die Larven verpuppen sich innerhalb des Gespinstes, die Puppenruhe dauert etwa drei Wochen.

### Flug- und Raupenzeiten
Die Falter fliegen im Juni und Juli. Die Raupen treten ab Juli auf und fressen bis in den Winter hinein im Mark der Blütenstängel. Sie überwintern und setzen ihre Entwicklung im folgenden Frühjahr fort.

## Systematik

### Synonyme
Aus der Literatur sind folgende Synonyme bekannt:
- Phalaena Alucita tesseradactyla Linnaeus, 1761
- Pterophorus fischeri Zeller, 1841
- Platyptilia hibemica Tutt, 1906